# Vanuralite
La vanuralite è un minerale. La vanuranylite si è rivelata essere identica alla vanuralite.